# Gynanisa jama
Gynanisa jama är en fjärilsart som beskrevs av Hans Rebel 1915. Gynanisa jama ingår i släktet Gynanisa och familjen påfågelsspinnare. Inga underarter finns listade i Catalogue of Life.